# Prunas Primarencas
Prunas Primarencas es una variedad cultivar de ciruelo (Prunus domestica), de las denominadas ciruelas europeas, una variedad de ciruela oriunda de la comunidad autónoma de Cataluña, en el municipio de Tortosa (Provincia de Tarragona). Fruta de tamaño de pequeño a mediano, con piel de color rojo cobrizo o amoratado, más o menos oscuro, en general no uniforme, punteado muy menudo, y pulpa de color crema sonrosado, teñida de rojo, transparente, textura blanda, jugosa, y sabor acidulado, refrescante, agradable.

## Historia
'Prunas Primarencas' variedad de ciruela local cuyos orígenes se sitúan en la zona del río Ebro en la comunidad autónoma de Cataluña, en el municipio de Tortosa (Provincia de Tarragona).
'Prunas Primarencas' está cultivada en el banco de germoplasma de cultivos vivos de la Estación experimental Aula Dei de Zaragoza. Está considerada incluida en las variedades locales autóctonas muy antiguas, cuyo cultivo se centraba en comarcas muy definidas, que se caracterizan por su buena adaptación a sus ecosistemas, y podrían tener interés genético en virtud de su características organolepticas y resistencia a enfermedades, con vista a mejorar a otras variedades.

## Características
'Prunas Primarencas' árbol de porte extenso, vigoroso, erguido, muy fértil y resistente. Las flores deben aclararse mucho para que los frutos alcancen un calibre más grueso. Tiene un tiempo de floración que comienza a partir del 16 de abril con el 10% de floración, para el 20 de abril tiene una floración completa (80%), y para el 29 de abril tiene un 90% de caída de pétalos.
'Prunas Primarencas' tiene una talla de tamaño pequeño a medio, de forma redondeada, ligeramente aplastada en los polos, simétrica o ligeramente asimétrica, presentando sutura muy visible, línea fina de color rojo granate más intenso que el color general del fruto y a ambos lados una estrecha zona de color rojo más suave, superficial, situada en una ligera depresión;epidermis lisa, brillante, sin pruina ni pubescencia, siendo la piel de color rojo cobrizo o amoratado, más o menos oscuro, en general no uniforme, punteado muy menudo y casi imperceptible en parte superior y ventral y puntos muy marcados de color grisáceo con aureola rojo oscuro o negro, diseminados por el resto del fruto; Pedúnculo largo, muy fino, color oscuro, sin pubescencia, insertado en una cavidad peduncular estrecha, casi superficial, sin rebajar o muy ligeramente rebajada solo en el lado de la sutura; pulpa de color crema sonrosado, teñida de rojo, transparente, textura blanda, jugosa, y sabor acidulado, refrescante, agradable.
Hueso adherente, pequeño, elíptico, aplastado en las caras laterales, surcos laterales poco marcados, el dorsal es amplio, truncadura muy extensa, poco acusada.
Su tiempo de recogida de cosecha se inicia en su maduración durante la segunda decena del mes de junio.

## Usos
La ciruela 'Prunas Primarencas' se comen crudas de fruta fresca en mesa, y también se transforma en mermeladas, almíbar de frutas o compotas para su mejor aprovechamiento.

## Cultivo
Autofértil, es una muy buena variedad polinizadora de todos los demás ciruelos.